# Silverthorne (Colorado)
Silverthorne es un pueblo ubicado en el condado de Summit en el estado estadounidense de Colorado. En el año 2010 tenía una población de 3887 habitantes y una densidad poblacional de 468,3 personas por km².

## Geografía
Silverthorne se encuentra ubicada en las coordenadas 39°38′18″N 106°4′35″O / 39.63833, -106.07639.

## Demografía
Según la Oficina del Censo en 2000 los ingresos medios por hogar en la localidad eran de $58,839, y los ingresos medios por familia eran $61,715. Los hombres tenían unos ingresos medios de $31,983 frente a los $27,172 para las mujeres. La renta per cápita para la localidad era de $24,271. Alrededor del 7.2% de la población estaba por debajo del umbral de pobreza.